# Porte di Rendena
Porte di Rendena ist eine italienische Gemeinde (comune) mit 1823 Einwohnern (Stand 31. Dezember 2023) in der Provinz Trient (Region Trentino-Südtirol). Sie ist Teil der Talgemeinschaft Comunità delle Giudicarie.

## Geographie
Porte di Rendena ist eine Streugemeinde in den Inneren Judikarien. Das Gemeindegebiet erstreckt sich in Nord-Süd-Richtung auf einer Länge von knapp 3 Kilometern am Beginn des Val Rendena. Alle zur Gemeinde gehörenden Orte befinden sich dabei auf der orographisch rechten Talseite des von der Sarca durchflossenen Tales. Der Gemeindesitz in Villa Rendena liegt etwa 32 Kilometer westlich von Trient.
Die Nachbargemeinden sind Pelugo, Sella Giudicarie, Tione di Trento, Tre Ville und Valdaone.

## Geschichte
Die Gemeinde Porte di Rendena entstand 2016 aus dem Zusammenschluss der bis dahin eigenständigen Gemeinden Darè, Vigo Rendena und Villa Rendena.

## Verwaltungsgliederung
Zum Gemeindegebiet gehören neben Darè, Vigo Rendena und Villa Rendena auch die Fraktionen Javrè und Verdesina.